# Västra Lysevattnet
Västra Lysevattnet är en sjö i Dals-Eds kommun i Dalsland och ingår i Örekilsälvens huvudavrinningsområde.